# Schwedische Badmintonmeisterschaft 1998
Die Schwedische Badmintonmeisterschaft 1998 fand am 31. Januar und 1. Februar 1998 in Malmö statt.

## Finalergebnisse
| Disziplin    | Sieger                                                         | Finalist                           | Ergebnis         |
| ------------ | -------------------------------------------------------------- | ---------------------------------- | ---------------- |
| Herreneinzel | Daniel Eriksson Västra Frölunda BMK                            | Rikard Magnusson                   | 15-11, 15-5      |
| Dameneinzel  | Marina Andrievskaia GBK                                        | Margit Borg                        | 11-9, 11-6       |
| Herrendoppel | Peter Axelsson Pär-Gunnar Jönsson Täby BMF Västra Frölunda BMK | Fredrik Bergström Henrik Andersson | 15-5, 15-10      |
| Damendoppel  | Marina Andrievskaia Catrine Bengtsson GBK Askim BC             | Johanna Holgersson Kristin Evernäs | 15-3, 15-8       |
| Mixed        | Robert Larsson Margit Borg Malmö BK                            | Peter Axelsson Johanna Persson     | 15-9, 6-15, 15-8 |